# Бахтеяров, Никита Семёнович
Ники́та Семёнович Бахтея́ров (иногда Бохтеяров) — помещик Ливенского уезда, сын боярский. Представитель служилого рода Бухтияровых, прямой предок одноимённых орловских однодворцев.

## Биография
В 1614—1615 годы Никита Бахтеяров охранял южные рубежи государства от «нахождения крымских татар», где и был «испомещён». В 1615 году за ним числилось пять душ крепостных крестьян мужского пола, что в ту пору считалось весьма много для Ливенского уезда.
В 1616 году находился в уезде. Согласно генеалогу Л. М. Савёлову, как помещик он упоминается ещё в 1620 году.